# Emma Faull
Emma Faull (* September 1956 in Macclesfield, Cheshire, England) ist eine britische Vogelzeichnerin. Sie malt Aquarelle.

## Leben
Faull ist die Tochter von Richard Derek Faull und Belinda M. Gardner. Nach ihrem Geographiestudium am St Hilda’s College in Oxford verbrachte Faull fünf Jahre an der British School at Athens.
Faull ist auf gefährdete Vogelarten, darunter Papageien, Kraniche, Reiher und Greifvögel, spezialisiert, deren Details sie unmittelbar in der Wildnis oder in Zoologischen Gärten einfängt. Ein weiterer Schwerpunkt ist die Vogelwelt Aldabras und der Seychellen, über die sie Workshops anbietet. Ferner malt sie Wasservögel und britische Vögel. Ab 1980 gestaltete sie 12 verschiedene Porzellanteller der Firma Wedgwood mit Motiven gefährdeter exotischer Vögel des Regenwalds, die auf eine Gesamtauflage von 50.000 Stück limitiert sind. Die Arbeit entstand in Verbindung mit der Royal Society for the Protection of Birds. 1992 illustrierte sie das Buch Endangered Birds von James Ferguson-Lees, in dem sie über 100 gefährdete Vogelarten aus den neun biogeographischen Regionen der Erde porträtierte. In einer Buchbesprechung zu Endangered Birds im Journal British Birds wurde Faulls Stil als „dekorativ, eindrucksvoll und bei manchen Zeichnungen als verblüffend“ bezeichnet. Sir Peter Markham Scott bezeichnete sie als „Künstlerin von großer Bedeutung“ und er fügte hinzu: „Ihre Zeichnungen sind groß, wissenschaftlich akurat und überaus dekorativ. Hier ist ein sehr aufregendes Talent.“
Faull hat ihre Arbeiten weltweit in über 25 Soloschauen ausgestellt. Ihre Gemälde befinden sich in vielen permanenten Sammlungen, darunter in der National Audubon Society in den Vereinigten Staaten, im Nationalmuseum für zeitgenössische Kunst Athen und über ein Dutzend bei Königin Elisabeth II. und  Prinz Philip. Seit 1998 veranstaltet Faull erfolgreiche Ausstellungen in den Rountree Tryon Galleries in London. Daneben arbeitet sie für den Durrell Wildlife Conservation Trust auf Jersey. In Griechenland gibt sie jährlich Zeichenunterricht.